# Пол Верлен
Пол-Мари Верлен (на френски: Paul-Marie Verlaine) е смятан за един от най-великите френски поети. Верлен е един от основоположниците на символизма в поезията. Той се прочува с бохемския си начин на живот, с бисексуалните си връзки (една от тях е с друг колос на френската символистична поезия – Артюр Рембо).

## Биография

### Произход и младежки години
Роден е в Мец в семейството на капитан от инженерните войски. Живее там със семейството и братовчедка си Елиза (в която по-късно се влюбва страстно), но когато е едва на 7-годишна възраст, семейството му се мести в Париж.
На 14 години прочита Шарл Бодлер, който му повлиява много силно. На 17 години Верлен вече е постоянен клиент на проститутките, пристрастява се и към алкохола, преди всичко към абсента. Започва да учи право, но се отказва след две години. Работи известно време като прислуга в Сити Хола. През 1862 г. получава бакалавърска степен.
Сред приятелите му поети в пивницата намира компания за дълги дискусии и за пиене на абсент (който по-късно го отвежда и до болничното легло). Неговият баща отказва да финансира бохемския му живот.
През 1866 г. издава първата си книга – „Сатурнически поеми“ (Poèmes Saturniens). През 1869 г. преди смъртта на възлюбената си братовчедка Елиза, публикува „Галантни празници“.

### Години с Рембо
През 1870 г. въпреки хомосексуалните си наклонности Верлен се жени за Матилда Моте. В рамките на годината, в която Верлен живее с Матилда, често я бие, веднъж дори в изблик на ярост хвърля невръстното си дете Жорж в стената. През следващата 1871 г. в Париж се появява Артюр Рембо, с когото Верлен започва връзка и напуска семейството си. Две години двамата живеят бохемски из Париж. Връзката им приключва на 12 юли 1873 г., когато Верлен под въздействието на алкохола, който е поел, прострелва Рембо в ръката, за което попада за 18 месеца в затвора. При престоя му в затвора го посещава свещеник, за да го изповяда. Шокиран от чутото, свещеникът накрая го пита „Ти сигурен ли си, че никога не си бил с животни“. В този период Верлен чете Шекспир и „Дон Кихот“, а през 1874 г. написва „Песни без думи“ (Romances Sans Paroles), което се смята и за едно от неговите най-добри произведения. Преди да бъде освободен, Верлен отново се среща за кратко с Рембо.

### Следващи години
След като излиза от затвора Верлен се мести в Англия, където за кратко преподава френски, след което, през 1877 г., отново се връща във Франция, за да преподава в колеж. През 1879 г. Верлен се отказва да преподава и осиновява свой ученик. Двамата имат ферма, която обаче бързо банкрутира. След банкрута Верлен се връща в Париж.
През 1883 г. осиновеният от него ученик умира от тиф. Три години по-късно, през 1886 г., умира и майка му. Въпреки че започва отново да пие, по същото време Верлен е един от водещите френски поети. Той публикува критически статии, кратки биографии на поети, разкази и стихове. Дълго време прекарва в болници, продължава да пие, живее в мизерия – в предградията, прекарал месец в затвора. Животът му довежда и до много болести – ревматизъм, гастрит, диабет, цироза на черния дроб, хипертония.
Публично признание Верлен получава след публикуването на есетата „Прокълнатите поети“ (1885 г.), в които представя творчеството на Стефан Маларме, Артюр Рембо, Тристан Корбиер, Марселин Деборд-Валмор, Огюст Вилие дьо л'Ил-Адам и други, както и своето собствено. След „Прокълнатите поети“ Верлен живее само от литературни приходи.
В последните години от своя живот Верлен дава всичко, което има, на две проститутки на средна възраст. Също често се среща с гей – крадец на чадъри. В автобиографията си Верлен отрича да е имал всякакви сексуални контакти с Рембо. Начинът на живот на Верлен привлича внимание и адмирации, ранните му произведения са преиздадени и през 1894 г. той е избран за „Принц на поезията“. Две години по-късно, на 8 януари 1896 г., Пол-Мари Верлен умира в Париж на 51 години. Въпреки славата си умира в мизерия. На погребението му присъстват хиляди хора.

### Смърт
На 7 януари 1896 г. Верлен се изповядва. През нощта пада от леглото, Евгения не може да го вдигне, и Верлен прекарва нощта на студения под. На 8 януари умира от пневмония. На 10 януари е опелото в църквата Св. Стефан-дьо-Монт и тържественото погребение на гробището.

## Посмъртно признание
- 1896, февруари – в поредица от „Литература и изкуство“ е издаден сборникът с „Плът“
- 1896, декември – издаден е сборник с „нападки“ (публикувани от Leon Vanier)
- 1899 – Излизат пълните произведения на Верлен в пет тома (издател на Леон Вениер)
- 1904 – издава се колекция от еротични стихове на Верлен Hombres
- 1907 – книгата на Верлен „Пътуване на един французин във Франция“ (издател Албер Месия)
- 1911, 28 май – В Люксембургската градина се открива паметник на Верлен
- 1913 – издаден е сборник „сонети“
- 1926 – издаден първия том на непубликувани произведения на Верлен (издател Бодине)
- 1929 – издадени втори и трети том на непубликувани произведения на Верлен (издател Алберт Месен)

## Творчество
Лириката на Пол Верлен се характеризира със строежа на стихове с нечетен брой стъпки. Френската поезия до появата на Верлен се изгражда на базата на силаботоничния стих, т.е. равен брой срички + равен брой ударения във всеки стих. Освен това в поезията от този период се наблюдава и граматическа рима, която е основана на еднакви морфеми – наставки или окончания. Пол Верлен въвежда нечетния брой срички като използва и алитерации вместо рими.

### Стихосбирките на Верлен
Сатурнически стихотворения
Това заглавие носи първата стихосбирка на Верлен. Издадена е през 1866 година. Един от основните символи в неговата поезия намира израз тук, а именно Сатурн. Верлен смята, че родените под неговия знак са вечно нещастни, обречени на неудовлетворение и винаги търсещи. Част от стихотворенията в тази стихосбирка са: „Моята съкровена мечта“, „Морски пейзаж“, „Есенна песен“, „Жена и котка“ и други. В тези стихове Верлен напълно „влиза в обувките“ на декадентите. Първоначално твърди, че природата не го интересува, а веднага след това започва да я изобразява с огромно словесно майсторство. В тази своя първа стихосбирка Верлен все още симпатизира на парнасистите и това личи от използваната лексика. Споделяйки идеите им за съвършенство на формата, за дистанцираността и за хармоничния, но хладен свят на лириката, Верлен изгражда противоположен образ. Един от акцентите в поезията на Верлен е метафоричния израз на есента и красотата. Според него, красотата е източник единствено на отчаяние.
„Галантни празници“
Тази стихосбирка е изградена върху бутафорията. Написана е през 1869 година.
„Добрата песен“
Стихосбирката е написана през 1870 година. Посветена е на съпругата на поета Матилда Моте. Това е и книгата с най-интимна лирика на поета. В стихосбирката Верлен представя любовта като уединение.
„Песни без думи“
Книгата Верлен издава през 1874 година. В този период Верлен е силно повлиян от импресионистите и това намира пряк израз е поезията му. Йордан Ефтимов обяснява влиянието на импресионистите, свързвайки Верленовата поезия с „монотонният шум на дъжда, наситените с есенен въздух улици, силуети, които се разтварят в мъглата“.
„Мъдрост“
Верлен създава стихосбирката през 1881 година. След престоя си в затвора, Верлен се обръща към Бога и това намира пряко отражение е поезията му. Тук също проличава желанието на поета за сближаване с изобразителното изкуство. Природата вече има библейски израз.
„Далечно и близко“
Това е и най-важната книга на Верлен. Публикува я през 1884 година. В нея поетът включва и своето „Поетическо изкуство“. Докато пише това стихотворение, поетът получава известие, че Матилда Моте иска развод. Това се отразява и в поезията му. Именно в този тежък период Верлен намира опора в религията. Всичко това намира израз в предната стихосбирка „Мъдрост“. За първи път тук се появява и понятието декаданс. Всички теми от предходните стихосбирки намират израз и тук, но в един по-мащабен и вглъбен пейзаж.
„Любов“
Стихосбирката излиза през 1888 година. Тя е и последна за Верлен. Тази книга той посвещава на Виктор Юго. Верлен смята Юго за свои духовен наставник. Тази книга затваря една своеобразна композиционна рамка, която очертава детските години на поета, когато той едва четиринадесетгодишен изпраща свои стихове на Юго и последната му значима стихосбирка, с която той отново се връща към един духовен диалог с Виктор Юго.

## Верлен в киното
През 1995 г. излиза филмът „Пълно затъмнение“ (Total Eclipse), посветен на връзката между Верлен и Рембо. Филмът е режисиран от Агнешка Холанд, в ролята на Верлен е Дейвид Тюлис, а в тази на Рембо – Леонардо ди Каприо.

## За него
- Жан-Батист Барониан, Верлен. Преводач Росица Алексиева. София: Рива, 2011, 192 с. (ISBN 978-954-320-379-6)

## На български
На български е превеждан от Гео Милев, Георги Михайлов, Пенчо Симов, Кирил Кадийски, Борис Илиев.
- Избрани стихотворения. Превод от френски Гео Милев. Стара Загора: книгоизд. „Везни“, 1922.
- Нежни бури. Подбор, предговор и превод от френски Кирил Кадийски. София: Народна култура, 1984, 144 с.
  - Стихотворения. Подбор, предговор и превод от френски Кирил Кадийски. София: Нов Златорог, 1990, 139 с.
  - Стихотворения. Подбор, предговор и превод от френски Кирил Кадийски. София: Нов Златорог, 2004, 280 с. (ISBN 954-492-184-2)

## Портрети на Верлен
- Портрет на Пол Верлен като трубадур от Фредерик Базил (1868).
- Портрет на Верлен от Феликс Регами. Верлен и Рембо вървят по лондонска улица, 1872.
- Портрет на Верлен от Фредерик-Огюст Казалс. За La Plume през 1896.
- Портрет на Верлен от Йожен Кариер (1891).
- Карикатура от Емил Кол за Les Hommes d'aujourd'hui през 1893.
- Портрет на Верлен от Ладислас Льови. За La Plume през 1896.
- Портрет на Верлен от Феликс Валотон за La Revue blanche през 1896.
- Портрет на Верлен от Феликс Регами за La Plume през 1896.
- Портрет на Верлен от Едмон Аман-Жан за L'Artiste през 1896.
- Портрет на Верлен от Фредерик-Огюст Казалс.
- Портрет на Верлен от Алексис Меродак-Жано. À Verlaine 1903.
- Статуя на Верлен от Огюст дьо Нидерхойзерн в Люксембургската градина в Париж.